# Międzynarodowe Stowarzyszenie Twórców Filmu Animowanego
Międzynarodowe Stowarzyszenie Twórców Filmu Animowanego (fr. Association Internationale du Film d'Animation;  w skrócie ASIFA) – międzynarodowe stowarzyszenie powołane w 1960 roku w Annecy we Francji przez jednego z czołowych twórców animacji Normana McLarena. Stowarzyszenie zrzesza ponad 5000 twórców filmów animowanych z całego świata, świętuje co roku w październiku Międzynarodowy Dzień Animacji (MDA). Obchody MDA świętowane są przez kilka dni wokół symbolicznej daty 28 października. Tego dnia bowiem w 1892 roku w Museum Grévin w Paryżu, odbył się pierwszy publiczny pokaz animacji Théâtre Optique Émile’a Reynauda.

## ASIFA w Polsce
Celem ASIFA Poland jest popularyzacja filmu animowanego w Polsce oraz jego promowanie w kraju i zagranicą. Międzynarodowe Dni Animacji (MDA) w Polsce odbywają się w największych miastach takich jak Warszawa, Kraków, Wrocław, Łódź i Białystok. Podczas uroczystości prezentowane są najnowsze polskie animacje, w tym filmy animowane z całego świata. 

## Oddziały ASIFA w innych krajach
- Argentyna
- Austria
- Bośnia i Hercegowina
- Egipt
- Francja
- Indie
- Iran
- Izrael
- Japonia
- Kanada
- Kolumbia
- Niemcy
- Polska
- Szwajcaria
- USA 
  - Hollywood
  - Central
  - East
  - Atlanta
- Wielka Brytania
- Włochy